# Bagatelle

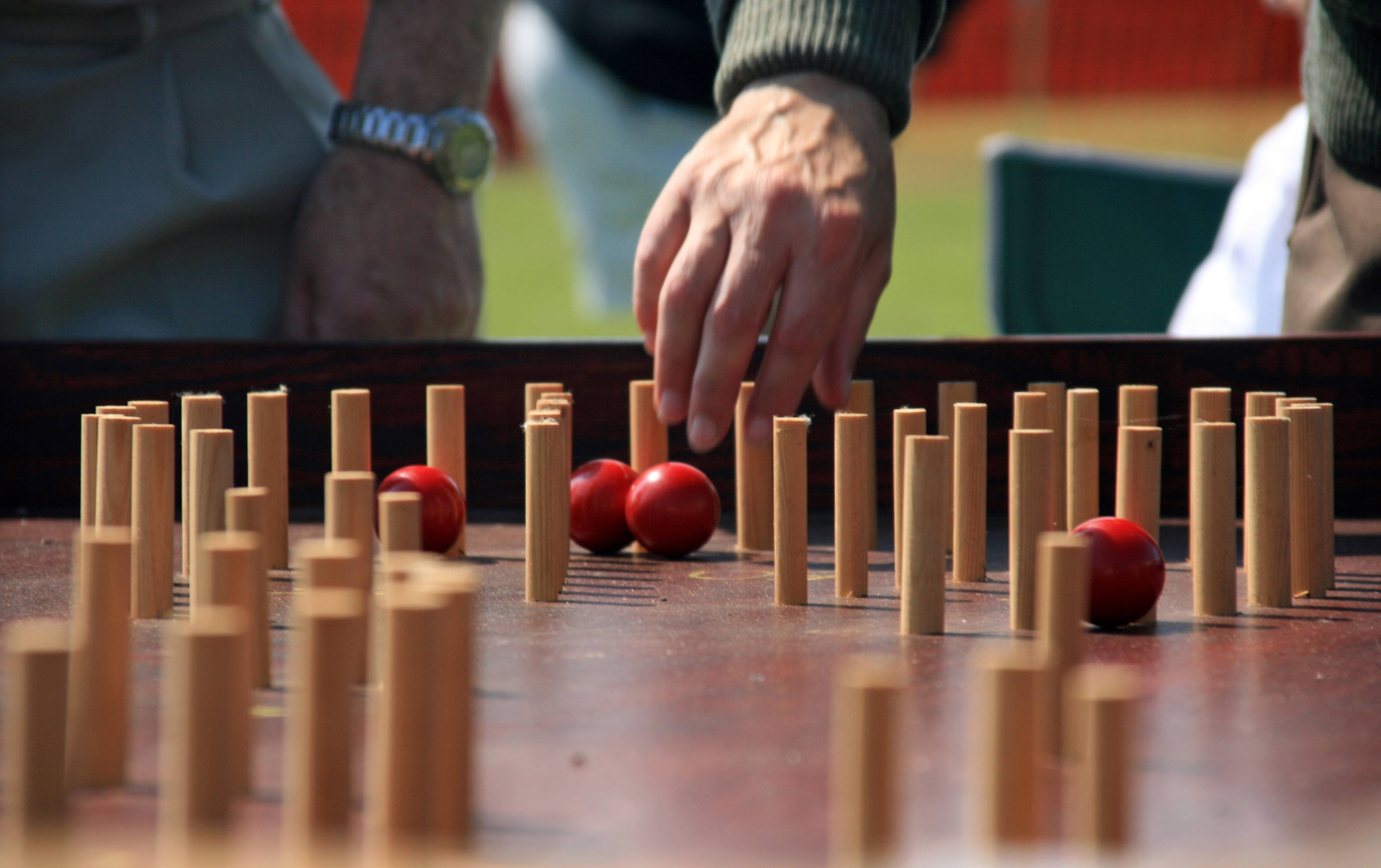
Il gioco di Bagatelle

Il Bagatelle è un gioco di biglie, che divenne popolare in Francia durante il regno di Luigi XIV. Il gioco prese il nome dallo Château de Bagatelle, che era la piccola residenza del duca Filippo, fratello minore del Re e grande appassionato di giochi e scommesse.

## Descrizione
Il Bagatelle consisteva in un piano di gioco in legno con delle buche, sul quale i giocatori spingevano delle biglie per mezzo di un bastoncino simile ad una piccola stecca da biliardo. Il gioco consisteva nel mandare le biglie nelle buche evitando degli ostacoli, costituiti da numerosi chiodi piantati sulla tavola stessa.
Il Bagatelle divenne molto popolare nei circoli francesi più in voga verso la fine del Settecento. I soldati francesi durante la guerra d'indipendenza americana introdussero il gioco negli Stati Uniti, dove trovò ampia diffusione. Il gioco si diffuse così anche in Inghilterra; il Bagatelle viene citato nel racconto “Il Circolo Pickwick” di Charles Dickens del 1836, in cui vi sono dei personaggi che lo praticano su di un tavolo nel retrobottega di una taverna. Sembra inoltre che i caratteristici suoni prodotti dal gioco abbiano ispirato persino Ludwig van Beethoven, che nel 1802 compose l'Opera nº 33 per piano, intitolata appunto "7 Bagatelle" o "Bagattellen"
Giochi di Bagatelle di dimensione normale, paragonabile a quella di un moderno tavolo da biliardo, si diffusero in tutta Europa e negli Stati Uniti intorno al 1830 come mezzo di intrattenimento in alberghi, taverne, e stazioni di rifornimento per diligenze.
Grazie alla sua popolarità, sempre in questo periodo i fabbricanti iniziarono a produrre anche versioni del Bagatelle in miniatura, commercializzate come gioco da tavolo per bambini. Verso il 1880 entrambe le versioni del gioco, per adulti e bambini, erano ormai diffuse in tutto il mondo. Le diverse configurazioni del piano di gioco presero il nome di "Bagatelle cinese" e di "Bagatelle russa"; altre popolari varianti del gioco presero il nome di "Cockamaroo" e "Tivoli".
Un'importante innovazione tecnologica nel gioco fu introdotta negli Stati Uniti nel 1871 da un brevetto di Montague Redgrave, di Cincinnati nell'Ohio. Redgrave fu il primo a introdurre un pistone a molla, che faceva sì che le biglie venissero lanciate sul piano di gioco non più manualmente, bensì meccanicamente. Questa prima importante innovazione rimase in uso per tutta la storia del gioco. Un'altra decisiva innovazione giunse nel 1889, quando l'inglese Henry Pessers brevettò una versione del Bagatelle funzionante a moneta chiamata Pickwick, che differiva dalle precedenti versioni anche perché il piano di gioco era montato in verticale a parete, anziché su di un piano inclinato orizzontalmente.
Diverse fabbriche statunitensi realizzarono nei primi anni del ventesimo secolo versioni a moneta di questo gioco. Alcuni giochi prevedevano dei premi per i giocatori più abili, come una birra o un sigaro, che venivano elargiti personalmente dal proprietario del locale in cui si trovava la macchina.
Altre innovazioni vennero introdotte in seguito, quali una lastra di vetro per proteggere il piano di gioco, e il contatore automatico per il punteggio. Il passo successivo fu quello di introdurre l'uso dell'elettricità e dei componenti elettromeccanici per il funzionamento della macchina. Siamo ormai vicini ai primi Pinball Games prodotti industrialmente negli Stati Uniti negli anni trenta; infatti nel 1931 la Gottlieb di Chicago produsse il suo modello Baffle Ball, primo gioco di tipo Bagatelle elettromeccanico, importante in quanto considerato il precursore del flipper, nato nel 1947 con la macchina Humpty Dumpty sempre prodotta dalla Gottlieb.
Va inoltre ricordato che giochi del tipo Bagatelle continuarono a essere prodotti anche dopo l'avvento dei flipper. Per esempio, la stessa Gottlieb produsse nel 1953 la macchina Guys & Dolls, che pur presentando struttura e funzionamento elettromeccanico del tutto analogo a quello dei flipper dell'epoca, non aveva le caratteristiche "pinne" per respingere la biglia, bensì dei semplici perni mobili di gomma; si trattava insomma di una versione aggiornata del vecchio gioco del Bagatelle.
Allo stesso concept del Bagatelle è ispirato anche il gioco del Pachinko, molto diffuso nei paesi orientali.